# Bernd Upmeyer
Bernd Upmeyer (2 juillet 1973, Göttingen) est un architecte et urbaniste allemand qui vit et travaille à Rotterdam,, où il a ouvert son propre agence Bureau of Architecture, Research, and Design (BOARD) en 2005,. Il a étudié l’architecture à l’université de Cassel et à la université de technologie de Delft.
Upmeyer est le fondateur et le rédacteur en chef de la revue Anglophone sur l’urbanisme MONU.  De 2012 à 2016, Upmeyer et son agence BOARD ont été partie du groupe, dirigé par l'agence STAR strategies + architecture, sélectionné par l’AIGP – Atelier International du Grand Paris (AIGP), comme l'une des six nouvelles équipes d'architectes et urbanistes, membre du conseil scientifique de la mission: Grand Paris : pour une métropole durable.